# Цымбалюк, Андрей Григорьевич
Андрей Григорьевич Цымбалюк (14 декабря 1922 — 3 октября 1943) — командир орудия 22-й гвардейской мотострелковой бригады 6-го гвардейского танкового корпуса 3-й гвардейской танковой армии Воронежского фронта, гвардии сержант. Герой Советского Союза.

## Биография
Родился 14 декабря 1922 года в селе Багриновцы ныне Литинского района Винницкой области в крестьянской семье. Украинец. Член ВКП(б) с 1943 года. Образование неполное среднее. Работал в колхозе.
В Красной Армии и в действующей армии с 1940 года. Сражался на Западном и Воронежском фронтах.
Командир орудия 22-й гвардейской мотострелковой бригады гвардии сержант Андрей Цымбалюк с расчётом орудия 24 сентября 1943 года прикрывал огнём переправу подразделений бригады через реку Днепр в районе села Григоровка Каневского района Черкасской области Украины.
3 октября 1943 года при отражении очередной контратаки противника на плацдарме отважный гвардеец-артиллерист погиб. Похоронен в братской могиле в селе Григоровка.
Указом Президиума Верховного Совета СССР «О присвоении звания Героя Советского Союза генералам, офицерскому, сержантскому и рядовому составу Красной Армии» от 10 января 1944 года за «образцовое выполнение боевых заданий командования на фронте борьбы с немецко-фашистскими захватчиками и проявленные при этом отвагу и геройство» удостоен посмертно звания Героя Советского Союза.

## Награды
Награждён орденом Ленина и Орденом Отечественной войны II степени и .

## Память
Именем Героя названы улица и школа в его родном селе Багриновцы, там же установлен обелиск.